# Douglas (Massachusetts)
Douglas és una població dels Estats Units a l'estat de Massachusetts. Segons el cens del 2000 tenia 7.045 habitants.

## Demografia
Segons el cens del 2000, Douglas tenia 7.045 habitants, 2.476 habitatges, i 1.936 famílies. La densitat de població era de 74,8 habitants per km².
Dels 2.476 habitatges en un 43,1% hi vivien nens de menys de 18 anys, en un 66,6% hi vivien parelles casades, en un 8,1% dones solteres, i en un 21,8% no eren unitats familiars. En el 17,3% dels habitatges hi vivien persones soles el 6,7% de les quals corresponia a persones de 65 anys o més que vivien soles. El nombre mitjà de persones vivint en cada habitatge era de 2,85 i el nombre mitjà de persones que vivien en cada família era de 3,23.
Per edats la població es repartia de la següent manera: un 29,6% tenia menys de 18 anys, un 6,1% entre 18 i 24, un 36,4% entre 25 i 44, un 20,1% de 45 a 60 i un 7,7% 65 anys o més.
L'edat mediana era de 34 anys. Per cada 100 dones de 18 o més anys hi havia 97,7 homes.
La renda mediana per habitatge era de 60.529 $ i la renda mediana per família de 67.210$. Els homes tenien una renda mediana de 45.893 $ mentre que les dones 31.287$. La renda per capita de la població era de 23.036$. Entorn del 2,3% de les famílies i el 4,6% de la població estaven per davall del llindar de pobresa.